# Станіслав Ігнацій Віткевич
Стані́слав Ігна́цій Вітке́вич (пол. Stanisław Ignacy Witkiewicz; 24 лютого 1885, Варшава — 18 вересня 1939, Великі Озера) — польський художник, фотограф, письменник та філософ, теоретик мистецтва. Відомий також під псевдонімом Віткацій.

## Біографія
Народився у сім'ї художника, письменника, художнього критика Станіслава Віткевича (1851–1915). Отримав домашню освіту в батьківському маєтку в Закопаному, ріс у колі артистів, художників, письменників. З дитинства дружив із Каролем Шимановським та Броніславом Малиновським, супроводжував останнього в його етнографічній експедиції до Океанії (1914). Брав участь у Першій світовій війні як російський підданий, був у Петрограді під час Жовтневого перевороту. Побачене в ці роки вирішальною мірою визначило матеріал, сюжетику, авторську позицію в творах Віткевича.
1925 року взяв псевдонім Віткацій, критично переглянув зроблене ним раніше як у словесності, так і в живописі. В 1930-і роки творчо експериментував із наркотиками, зокрема вживав мексиканський пейотль. Півтора десятка років, які виявилися останніми, були для Віткевича часом надзвичайного творчого піднесення, навіть свого роду вибуху. Разом із Бруно Шульцом і Вітольдом Ґомбровичем Віткацій позначив передній край художньо-літературних пошуків у Польщі міжвоєнного двадцятиріччя. 5 листопада 1935 року відзначений Золотим академічним лавровим вінком за «видатну літературну творчість».
З початком Другої світової війни Віткевичу не вдалося записатися до війська (через вік і стан здоров'я), тому він вирушив на схід, опинившись у селі Великі Озера (тепер Рівненська область, а на той час — східна околиця Польщі). Коли 18 вересня з'явилася інформація про напад СРСР на Польщу, Віткевич учинив самогубство. Наступного дня його поховали на місцевому цвинтарі.
1985 року на рішенням ЮНЕСКО з нагоди 100-річчя з дня його народження, а 12 квітня 1988 року, за вимогою польської громадськості, була спроба перепоховати прах Віткевича в Закопаному. Проте, повторний аналіз виявив помилку - замість тіла Станіслава Ігнація Віткевича до Польщі було перевезено рештки молодої жінки. Були вирішено припинити пошуки. Віткацій назавжди залишився на цвинтарі у Великих Озерах.

## Творчість
Творчість Віткевича важко класифікувати, але найближче вона пасу́є до експресіонізму, нерідко вона зближується з сюрреалізмом. Багато в чому його творчість є близькою за духом до Кафки, хоча без явного песимізму. Можна вважати Віткевича попередником театру абсурду. Його твори відрізняє не тільки дивина й витонченість, а й прагнення відобразити нові реалії, нові підходи науки і техніки, їх вплив на образ людини.
Низки творів Віткевича мають прямий стосунок до експресивного модерну з багаторівневим нашаруванням філософії, абсурдизму, еротизму і все це на тлі історично-апокаліптичних пророцтв про руйнування засад європейської цивілізації. Найвідомішими з прозових творів автора є романи «Прощання з осінню» (пол. Pozegnanie jesieni) (1925) та «Ненаситність» (пол. Nienasycenie) (1930).

## Переклади українською
- Віткевич С.І. Прощання з осінню: роман / Станіслав Ігнацій Віткевич; переклад з пол. Світлани.Бреславської. - Харків: Фоліо, 2023. - 444 с. ISBN 978-966-03-9910-5[9]
- Віткевич С.І. Ненаситність: роман / Станіслав Ігнацій Віткевич; переклад з пол. Світлани Бреславської. - Харків: Фоліо, 2024. - 672 с. ISBN 978-617-551-959-2 [10]
- Віткацій. Хижий розум / пер. з пол. С. Бреславська. — Київ : Дух і Літера, 2025. — 532 с. — ISBN 978-617-8262-95-2.

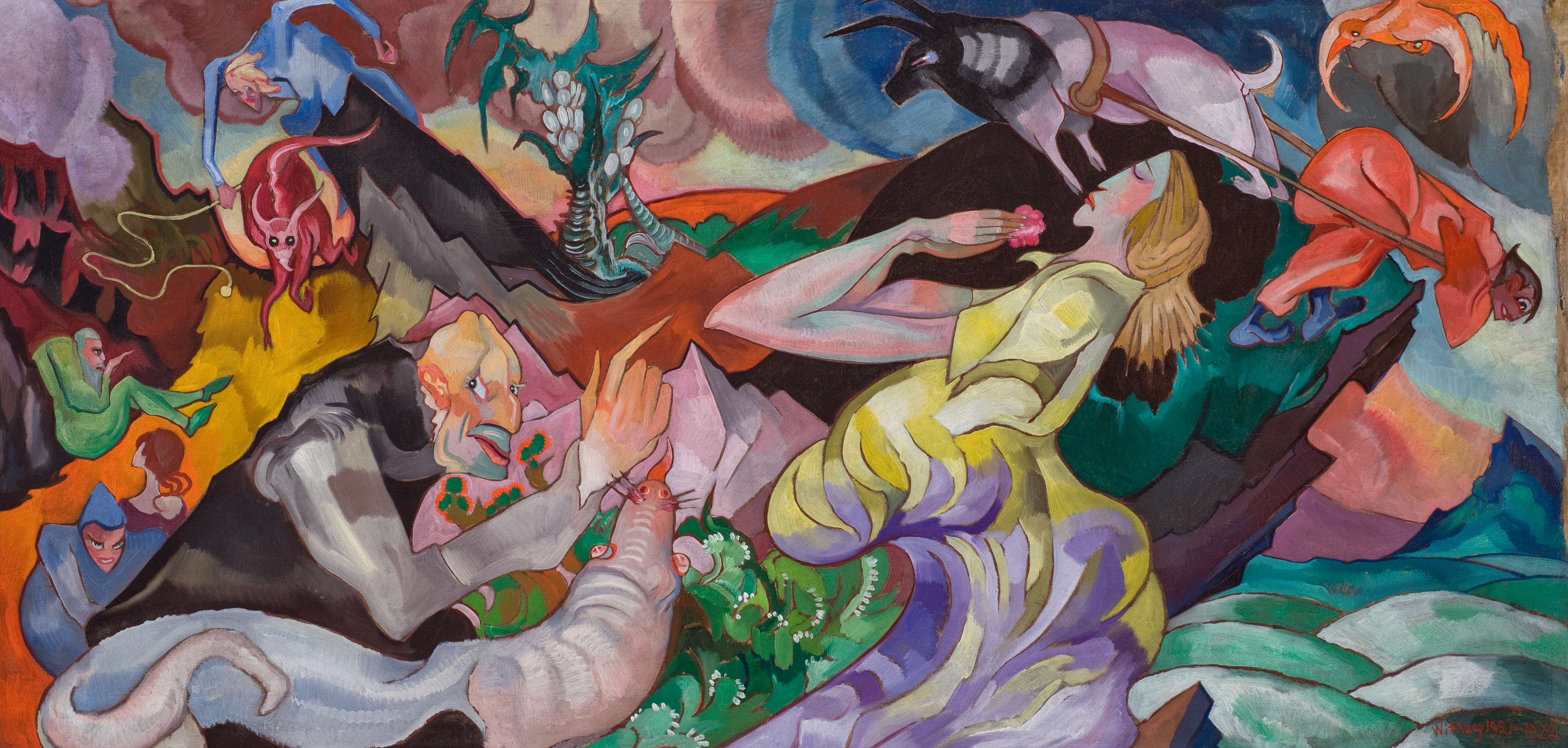
Спокушення святого Антонія (1921-1922)
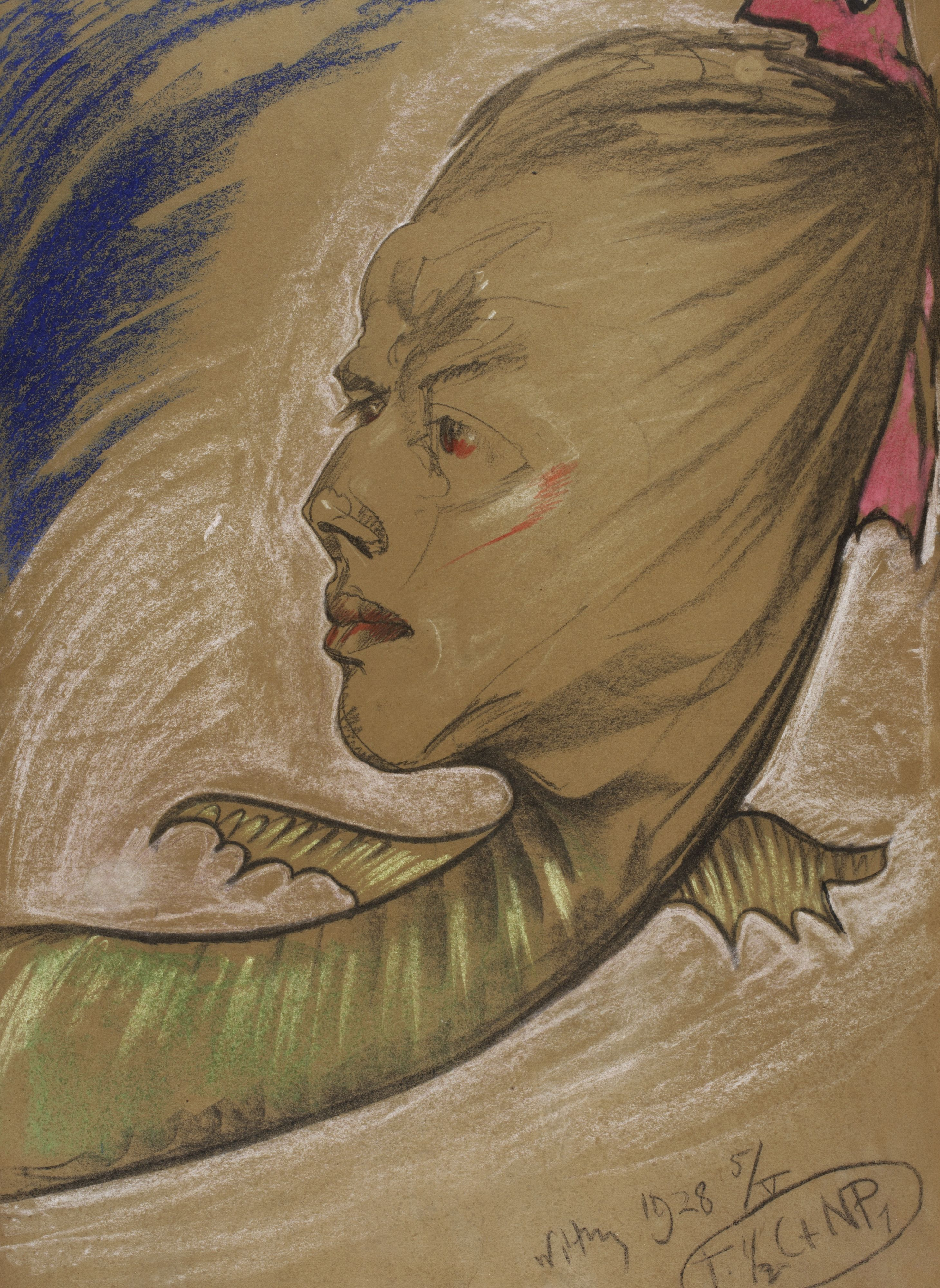
Портрет Міхала Хороманського (1928)
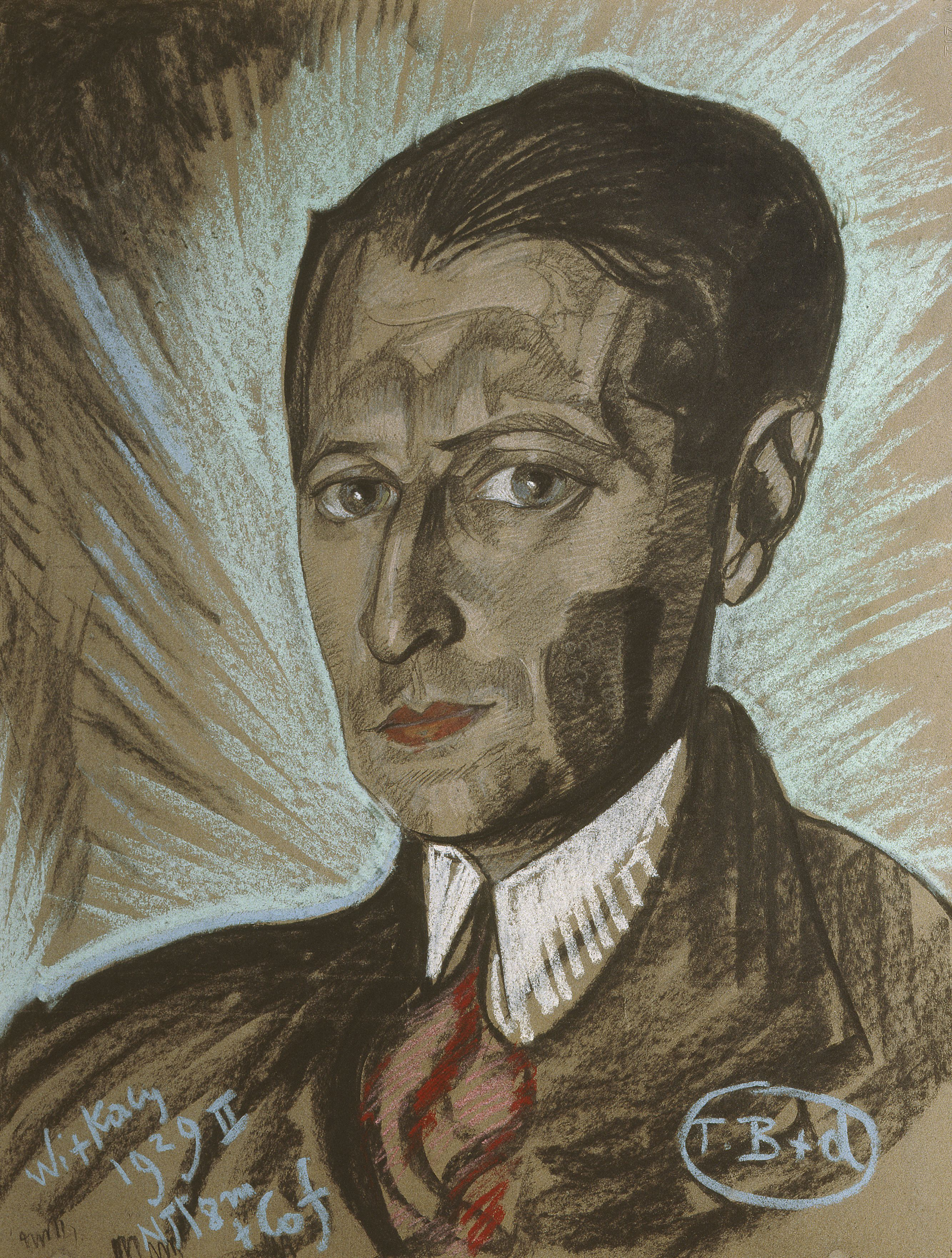
Портрет Юліана Тувіма (лютий 1929)
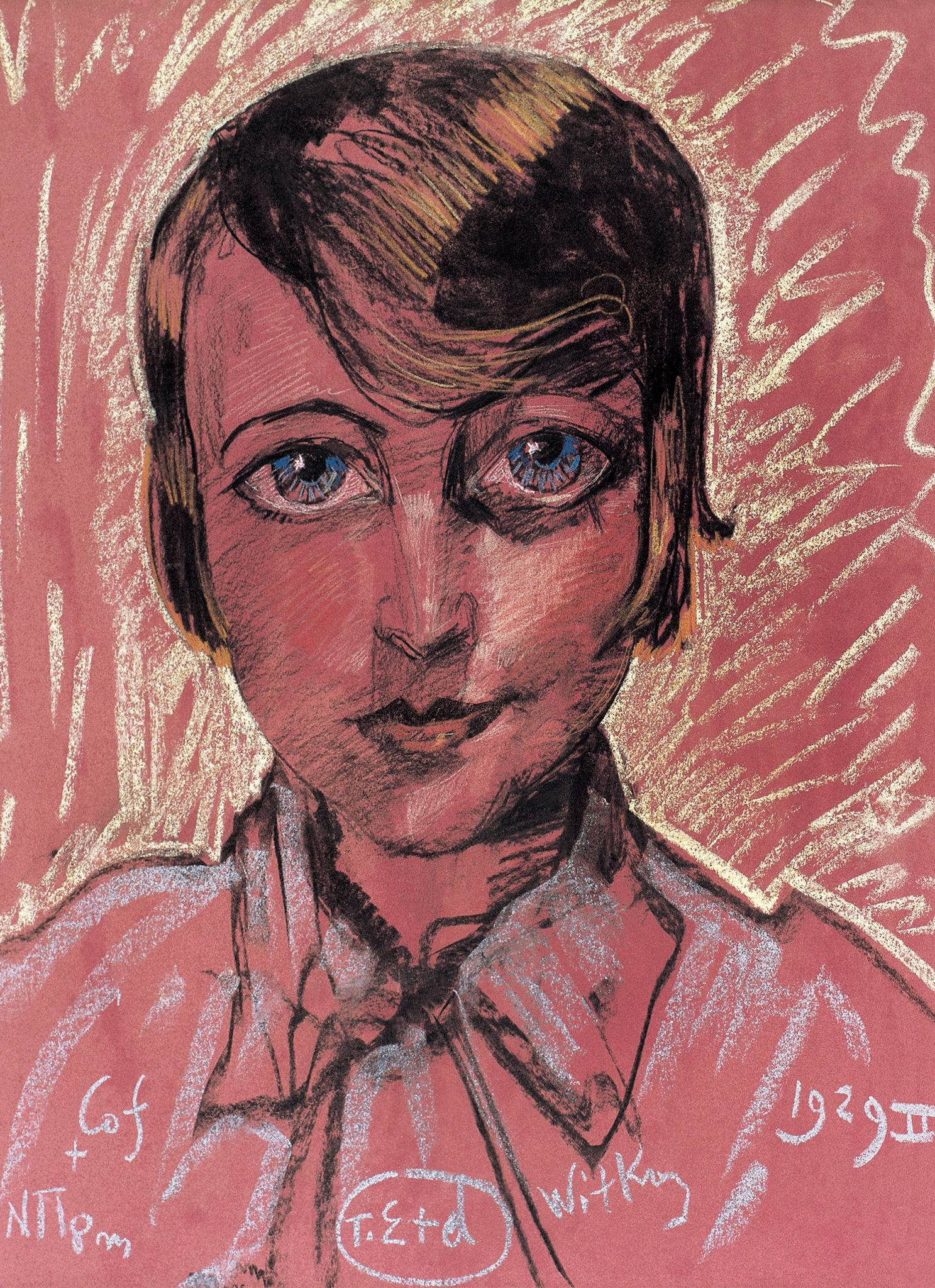
Портрет Стефанії Тувім (лютий 1929)
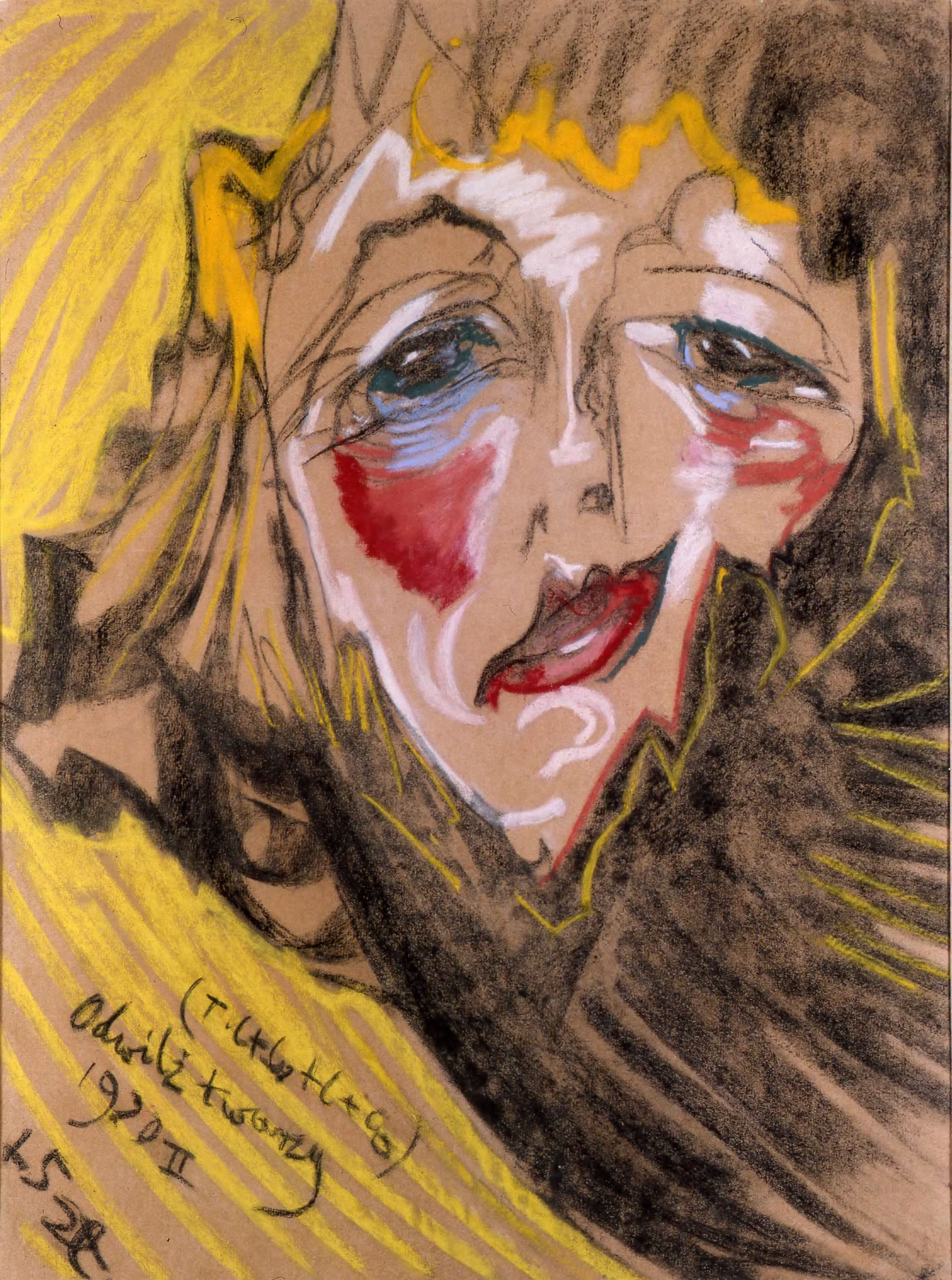
Портрет Нени Стахурської (1930)
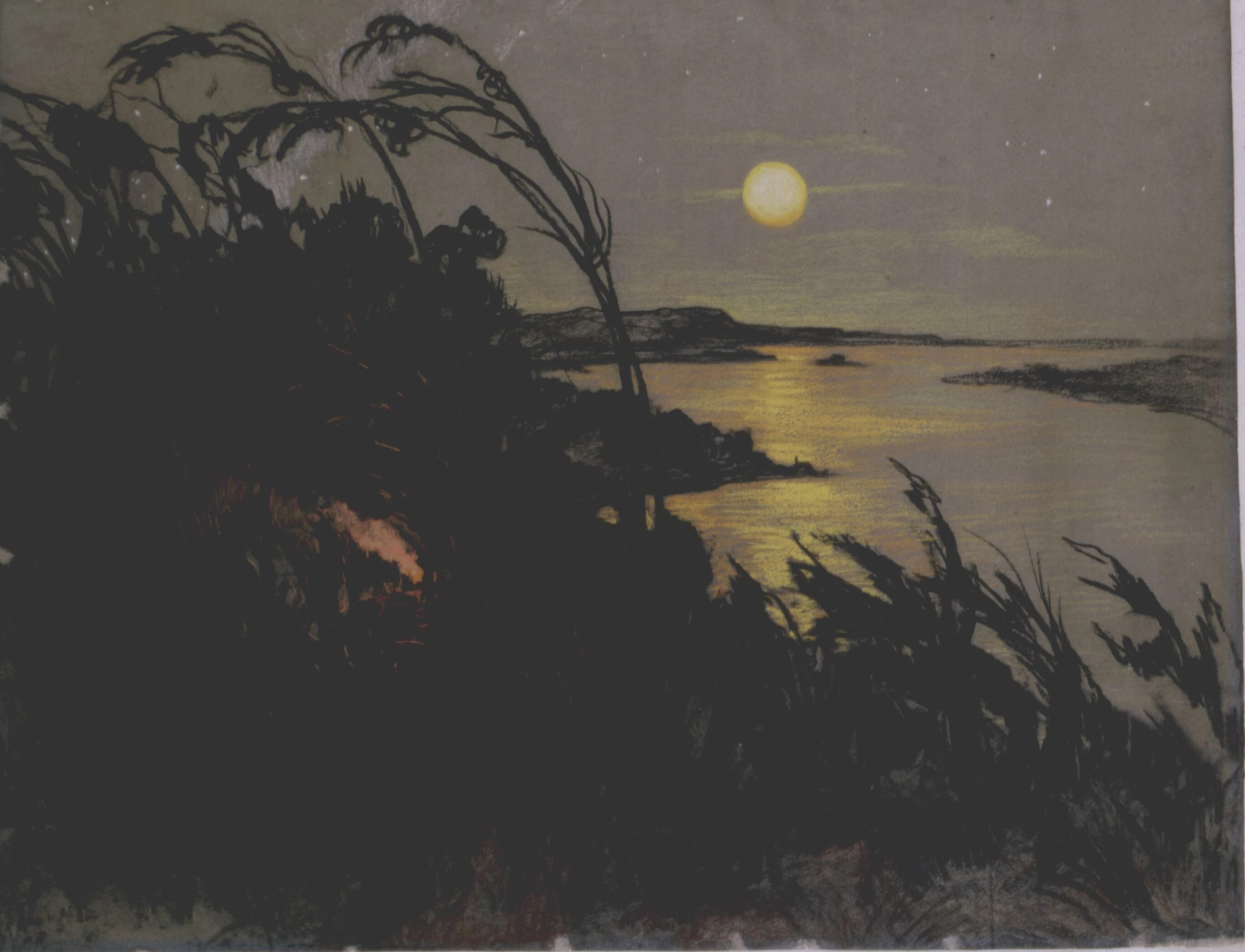
Австралійський пейзаж
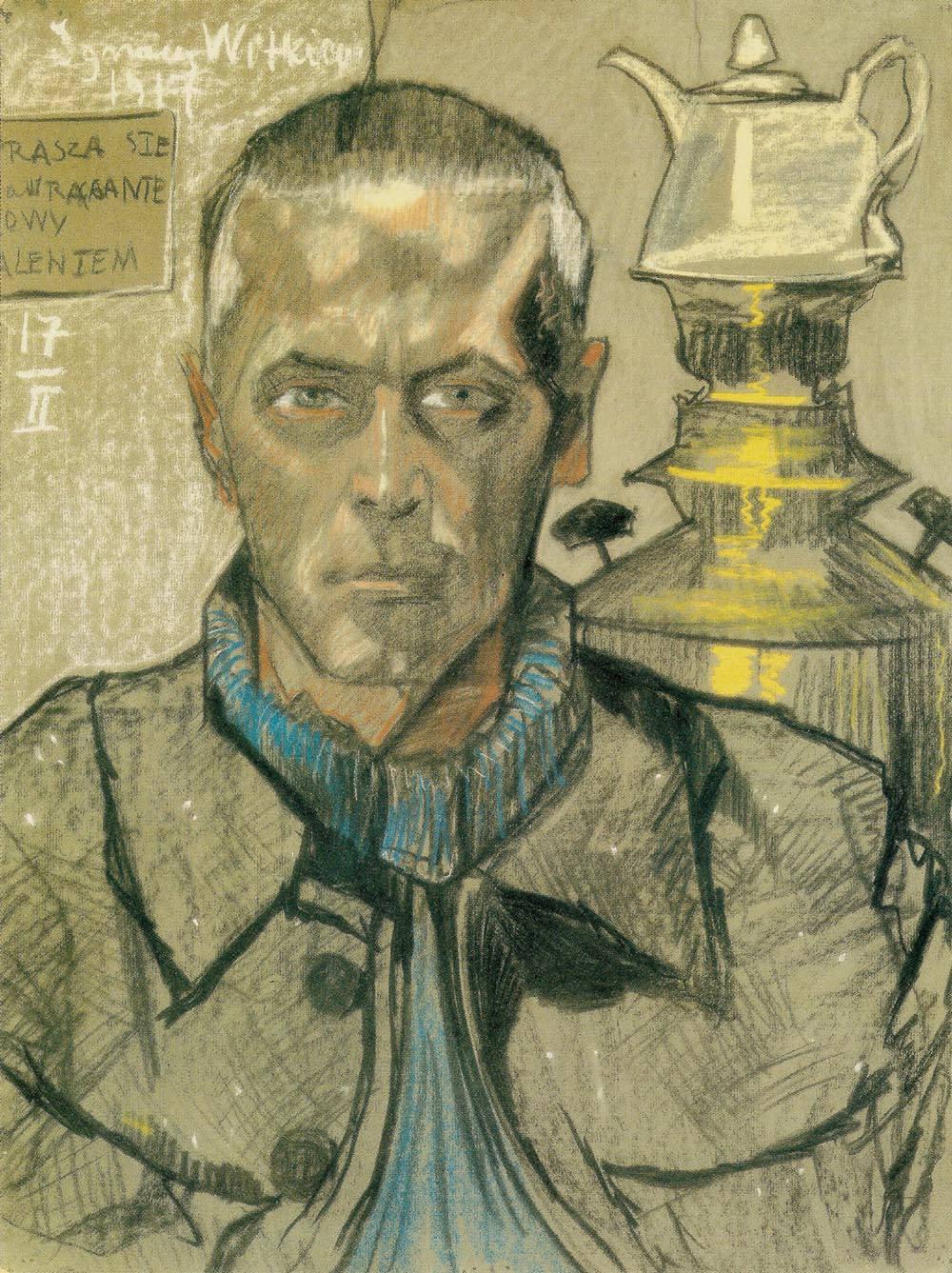
Автопортрет із самоваром